# (4726) Federer
Pour les articles homonymes, voir Federer (homonymie).
(4726) Federer est un astéroïde de la ceinture principale.

## Description
(4726) Federer est un astéroïde de la ceinture principale. Il fut découvert le 25 septembre 1976 à Harvard par l'Observatoire de l'université Harvard. Il présente une orbite caractérisée par un demi-grand axe de 2,73 UA, une excentricité de 0,07 et une inclinaison de 2,0° par rapport à l'écliptique.
Il a été nommé en l’honneur de Charles Federer, fondateur de la revue Sky & Telescope.

## Compléments